# Ken Broderick
Pour les articles homonymes, voir Broderick.
Ken Broderick est un joueur de hockey sur glace canadien né le 16 février 1942 à Toronto et mort le 13 mars 2016. Il est le frère du joueur de hockey professionnel Len Broderick.

## Carrière
Ken Broderick obtient une médaille de bronze aux Jeux olympiques d'hiver de 1968 de Grenoble.